# Edegem
Edegem (nederländskt uttal: [ˈeːdəɣɛm]) är en kommun i provinsen Antwerpen i regionen Flandern i Belgien. Kommunen har cirka 22 261 invånare (2020).